# Iván Vélez
Iván Vélez (Palmira, Valle del Cauca, Colombia, 16 de agosto de 1984) es un exfutbolista colombiano. Jugaba como lateral derecho y se retiró en Orsomarso de Colombia. Actualmente ocupa el cargo de director deportivo del América de Cali.

## Trayectoria
Inició su carrera deportiva en las divisiones juveniles del Club Atlético Boca Juniors de Cali, a donde llega luego de formarse en el Club Deportivo Raffo Rivera de Palmira. Una vez en Boca Juniors es convocado a la Selección Valle la cual integra en varias oportunidades. De allí da el salto al profesionalismo jugando para el Deportes Quindío. Luego pasa a jugar al América de Cali, a pedido del entrenador Diego Edison Umaña. Se destacó principalmente por su gran capacidad en marca y salida, además de llegar a posición de gol con gran facilidad. Rápidamente se convirtió en una de las grandes figuras del equipo escarlata, el cual logró el tercer lugar del segundo semestre de 2007.
El 2008 fue un año impecable para Iván Vélez y el América, que logró conseguir el subcampeonato del (Apertura 2008) y el título en el Finalización del mismo año, siendo Vélez titular indiscutible del equipo y marcando 1 gol en cada torneo. Además, tuvo una buena participación en la Copa Sudamericana, donde llegó a anotar incluso un gol. En el 2009 fue convocado para jugar con la Selección de fútbol de Colombia en las eliminatorias a la Copa Mundial de Fútbol de 2010. Al terminar el 2009, después de una crisis institucional y malos resultados, Vélez dejó el América para fichar por el Once Caldas de Manizales.
En 2010, además de vivir la felicidad de ser padre por primera vez, obtiene el título de la Categoría Primera A con el equipo blanco en el Torneo Finalización.
El 23 de diciembre de 2010, Vélez se convirtió en el primer refuerzo del Club Atlético Independiente de Argentina de cara al 2011. En Independiente disputó 26 partidos sin convertir goles.
El 2 de enero de 2012 se confirma su regreso a Colombia tras jugar un año en Argentina. Su nuevo club es el Junior de Barranquilla, con el cual jugaría en el campeonato local y la Copa Libertadores 2012.
Este defensa vallecaucano tuvo que esperar casi 614 días para volver a las canchas de fútbol ya que el 18 de mayo de 2013 en un partido Millonarios vs Junior, Vélez saltó a cabecear con el panameño Román Torres y en la caída sintió un dolor tan fuerte como el diagnóstico que le entregaron esa misma noche: luxofractura de rodilla en la pierna izquierda. Posteriormente no fue sino hasta el miércoles 18 de febrero que empezó a entrenar otra vez con su equipo.
En enero de 2017 regreso al América de Cali para afrontar con el equipo rojo el Torneo Apertura 2017.

## Clubes
| Club             | País      | Año         |
| ---------------- | --------- | ----------- |
| Deportes Quindío | Colombia  | 2004 - 2007 |
| América de Cali  | Colombia  | 2007 - 2009 |
| Once Caldas      | Colombia  | 2010        |
| Independiente    | Argentina | 2011 - 2012 |
| Junior           | Colombia  | 2012 - 2016 |
| América de Cali  | Colombia  | 2017 - 2018 |
| Orsomarso        | Colombia  | 2019        |

## Estadísticas
| Club                        | Div.                | Temporada           | Liga  | Liga  | Copa Nacional | Copa Nacional | Copa Internacional | Copa Internacional | Total | Total |
| Club                        | Div.                | Temporada           | Part. | Goles | Part.         | Goles         | Part.              | Goles              | Part. | Goles |
| --------------------------- | ------------------- | ------------------- | ----- | ----- | ------------- | ------------- | ------------------ | ------------------ | ----- | ----- |
| Deportes Quindío · Colombia | 1.ª                 | 2004                | 34    | 0     | —             | —             | —                  | —                  | 34    | 0     |
| Deportes Quindío · Colombia | 1.ª                 | 2005                | 30    | 4     | —             | —             | —                  | —                  | 30    | 4     |
| Deportes Quindío · Colombia | 1.ª                 | 2006                | 36    | 3     | —             | —             | —                  | —                  | 36    | 3     |
| Deportes Quindío · Colombia | 1.ª                 | 2007                | 18    | 2     | —             | —             | —                  | —                  | 18    | 2     |
| Deportes Quindío · Colombia | Total               | Total               | 118   | 9     | 0             | 0             | 0                  | 0                  | 118   | 9     |
| América de Cali · Colombia  | 1.ª                 | 2007                | 23    | 0     | —             | —             | —                  | —                  | 23    | 0     |
| América de Cali · Colombia  | 1.ª                 | 2008                | 45    | 2     | 0             | 0             | 5                  | 1                  | 50    | 3     |
| América de Cali · Colombia  | 1.ª                 | 2009                | 20    | 0     | 3             | 0             | 4                  | 0                  | 27    | 0     |
| América de Cali · Colombia  | 1.ª                 | 2017                | 43    | 1     | 1             | 0             | —                  | —                  | 44    | 1     |
| América de Cali · Colombia  | 1.ª                 | 2018                | 9     | 0     | 0             | 0             | 2                  | 0                  | 11    | 0     |
| América de Cali · Colombia  | Total               | Total               | 140   | 3     | 4             | 0             | 11                 | 1                  | 155   | 4     |
| Once Caldas · Colombia      | 1.ª                 | 2010                | 36    | 3     | 0             | 0             | 8                  | 0                  | 44    | 3     |
| Once Caldas · Colombia      | Total               | Total               | 36    | 3     | 0             | 0             | 8                  | 0                  | 44    | 3     |
| Independiente Argentina     | 1.ª                 | 2011                | 20    | 0     | —             | —             | 6                  | 0                  | 26    | 0     |
| Independiente Argentina     | Total               | Total               | 20    | 0     | 0             | 0             | 6                  | 0                  | 26    | 0     |
| Junior · Colombia           | 1.ª                 | 2012                | 23    | 2     | 6             | 0             | 5                  | 1                  | 34    | 3     |
| Junior · Colombia           | 1.ª                 | 2013                | 15    | 1     | 1             | 1             | —                  | —                  | 16    | 2     |
| Junior · Colombia           | 1.ª                 | 2014                | 0     | 0     | 0             | 0             | —                  | —                  | 0     | 0     |
| Junior · Colombia           | 1.ª                 | 2015                | 31    | 1     | 6             | 0             | 2                  | 0                  | 39    | 1     |
| Junior · Colombia           | 1.ª                 | 2016                | 26    | 2     | 5             | 0             | 8                  | 0                  | 39    | 2     |
| Junior · Colombia           | Total               | Total               | 95    | 6     | 18            | 1             | 15                 | 1                  | 128   | 8     |
| Orsomarso · Colombia        | 2.ª                 | 2019                | 13    | 1     | 3             | 0             | —                  | —                  | 16    | 1     |
| Orsomarso · Colombia        | Total               | Total               | 13    | 1     | 3             | 0             | 0                  | 0                  | 16    | 1     |
| Total en su carrera         | Total en su carrera | Total en su carrera | 422   | 22    | 25            | 1             | 40                 | 2                  | 487   | 70    |

## Palmarés

### Torneos nacionales
| Título              | Club            | País     | Año  |
| ------------------- | --------------- | -------- | ---- |
| Torneo Finalización | América de Cali | Colombia | 2008 |
| Torneo Finalización | Once Caldas     | Colombia | 2010 |
| Copa Colombia       | Junior          | Colombia | 2015 |